# Maria Pawlikowska-Jasnorzewska
Maria Pawlikowska-Jasnorzewska (n. 24 noiembrie 1891, Cracovia – d. 9 iulie 1945, Manchester) a fost o poetă și autoare dramatică poloneză. A studiat la Academia de Arte Frumoase din Cracovia. A călătorit mult în Europa, Asia Mică și Africa de Nord. În timpul celui de-al Doilea Război Mondial s-a refugiat în Franța, apoi în Anglia, unde a rămas pînă la sfîrșitul vieții.

## Opere literare
- Niebieskie migdały (1922)
- Różowa magia. Poezje (1924)
- Pocałunki (1926)
- dancing. karnet balowy (1927)
- Wachlarz. Zbiór poezyj dawnych i nowych (1927)
- Cisza leśna, Warszawa (1928)
- Paryż, Warszawa (1929)
- Profil białej damy (1930)
- Surowy jedwab (1932)
- Śpiąca załoga (1933)
- Balet powojów (1935)
- Krystalizacje (1937)
- Szkicownik poetycki (1939)
- Róża i lasy płonące (1940)
- Gołąb ofiarny. Zbiór wierszy (1941)
- Czterolistna koniczyna albo szachownica (1980)